# Не болтай!
«Не болтай!» — советский плакат 1941 года, созданный художниками Ниной Ватолиной и Николаем Денисовым, один из самых известных плакатов тыловой тематики. Получил широкое распространение в плакатном искусстве советского и постсоветского периода.

## История
Плакат был создан летом 1941 года.
Автор плаката, художница Нина Ватолина, в интервью, данном «Комсомольской правде» 11 ноября 2000 года, следующим образом описала причины и мотивы его создания: «То было трагическое время, и плакат был создан, чтобы помочь выстоять в борьбе со смертельным врагом. Это очень искренняя работа. <...> Однажды мой редактор в „Изогизе“ Елена Валериановна Поволоцкая сказала: „Надо сделать такой плакат, — и приложила палец к губам. — Нужно, чтобы сейчас поменьше болтали“, предложив нарисовать плакат на строки С. Я. Маршака: „Будь начеку! В такие дни подслушивают стены. Недалеко от болтовни и сплетни до измены“».

## Сюжет
Плакат представляет собой пропагандистское художественное произведение, состоящее из изображения и двух вербальных компонентов: стихотворных строк и запретительной надписи «Не болтай!»
Изображение женщины в красной косынке является центральным компонентом плаката, женщина изображает характерный запретительный жест, призывающий прекратить разговоры. Суть жеста уточняется в вербальном компоненте плаката. По замыслу автора, серьёзное, озабоченное выражение лица женщины, глаза которой устремлены на зрителя, не должно позволить легкомысленно отнестись к плакату. Автор направляет призыв как будто не от власти, а от простой женщины, осознающей правильность пропагандируемого призыва-запрета и убеждённой в необходимости следовать ему. Образ женщины в красной косынке позиционируется как символ идеальной гражданки СССР и пример, достойный подражания других граждан. Зритель после рассмотрения плаката и осмысления его содержания должен понять, что в военное время не бывает мелочей, а путь к победе над врагом зависит, в том числе, и от ответственного речевого поведения каждого гражданина.

## Лингвистический анализ
Кандидат филологических наук О. В. Хорохордина, тематически относя плакат к политической сфере, отмечает его в качестве очень характерного примера использования поликодовых текстов. Согласно анализу исследователя, первая стихотворная строка: «Будь начеку» в сочетании с надписью в нижней части плаката: «Не болтай!» образовывает инструктирующий компонент этого поликодового текста, смысл которого заключается в призыве быть бдительным и ответственно относиться к распространению какой бы то ни было информации. «Данный призыв выражен императивной конструкцией с глаголом в форме 2-го лица единственного числа, чем создаётся индивидуальный призыв к каждому, а не к обществу в целом, и тем самым усиливается его воздействующая сила» — пишет автор. Хорохордина отмечает, что глагол «болтать», который в «Словаре русского языка» 1949 года под редакцией С. И. Ожегова определяется как «(разг.) говорить (много, быстро, а  также о  чём-нибудь незначительном или о том, о чём не следует)», не случайно выбран авторами плаката, поскольку пропагандируемый плакатом призыв заключается «не в том, чтобы заставить адресата молчать, а в том, чтобы отказаться именно от безответственных разговоров».

## Рейтинги
По рейтингу сайта sovposters.ru, созданного при поддержке Фонда Всемирного наследия ЮНЕСКО, плакат «Не болтай!» занимает 10 место среди советских плакатов и первое место по популярности (посещаемости).

## Современные интерпретации
Современные исследователи пишут о меметизации плаката и привнесении в него посторонних смыслов. Также авторами отмечается популярность и востребованность плаката  на современных предприятиях и организациях в качестве предостережения по охране коммерческой тайны и конфиденциальной информации.